# 燕妮·龙格

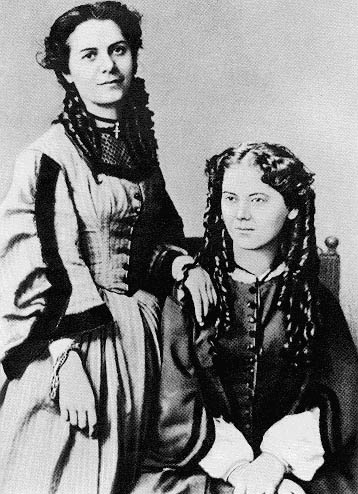
燕妮·马克思·龙格（左）和她的妹妹燕妮·劳拉·马克思

燕妮·卡罗琳·马克思·龙格（法語：Jenny Caroline Marx Longuet；1844年5月1日—1883年1月11日）是卡尔·马克思和燕妮·冯·威斯特华伦·马克思的长女，出生于法国巴黎。她曾以笔名J·威廉姆斯短暂从事政治新闻工作。她教授语言课程，并在38岁因癌症去世。她的丈夫是法国工人运动活动家夏尔·龙格，与其育有5子（让、哈里、埃德加、马赛尔、夏尔）和1女（燕妮）。